# Акад
Акад (или Агад) је био назив за град и околну регију у сјеверној Месопотамији, смјештен на лијевој обали Еуфрата, између Сипара и Киша (смјештен у данашњем Ираку, cca. 50 km југозападно од средишта Багдада, 33° 06′ С; 44° 06′ И / 33.1° С; 44.1° И). Постигао је врхунац моћи између 24. и 22. вијека п. н. е., прије него што се уздигла Вавилонија. Акађани су признати као даровити ратници свог времена. Ту су репутацију вјероватно стекли након бројних освајања које је направио краљ Саргон.
Акад је дао име акадском језику, што потиче од израза akkadû („на језику Акада“) кориштеног у старовавионском периоду како би се означиле семитске верзије сумерских текстова.

## Историја
Најраније спомињање Акада датира у доба Саргона (23. вијек п. н. е.). Док се Саргон традиционално сматра првим владаром заједничког краљевства Акада и Сумера, новија открића сугеришу како је сумерска експанзија почела под ранијим краљем Лугал-Заге-Сијем од Урука. Саргон је међутим проширио тај процес, освјајући многе сусједне области и створивши краљевство које се простирало све до Средоземног мора и Анадолије. Недавна проучавања показују како су најранији познати преци Акађана била скитска ратничка племена. Недавни археолошки налази на Балкану показују плочице с клинастим писмом сличним сумерском (такође предсумерском), тако сугеришући предсумерски језик и писмо, који се данас називају акадским (Акад је древно име за Вавилонију), те што такође сугерира да су Сумер утицали ратници из Скитије.
У каснијој вавилонској литератури Акад, заједно с називом Сумер, долази као краљевска титула на сумерском lugal Kengi (ki) Uru (ki) или акадском šŠar māt ŠŠumeri u Akkadi, што значи "краљ Сумера и Акада", односно "краљ Вавилоније".

## Поријекло имена
Град Акад се једном спомиње у Старом завјету приликом описа краља Нимрода.
А почетак царству његову бјеше Вавилон и Орех и Архад и Халани у земљи Сенару.— Књига постања 10:10
Израз Агад вјероватно долази из сумерског језика, појављујући се нпр. у Сумерском попису краљева, а касније у асиро-вавилонској семтиској форми Akkadû ("припада Акаду") што се вјероватно извело од Агад.
Могуће је да назив Ага-д значи „Ватрена круна“ као алузија на Иштар, "бриљантну богињу", чији је култ врло рано постојао у Акаду. На то сугеришу записи Набонида, чији запис спомиње како се обожавање богиње Иштар касније замијенилом обожавањем богиње Инана, чије је олтар био у Сипару. Такође је значајно да су постојала два града имена Сипар, један под заштитом сунчевог бога Шамаша, други под Инана, што сугерише на блискост Сипара и Акада. Једна теорија (из 1911) тврди да је Акад био насупрот Сипара на лијевој обали Еуфрата, те да је вјероватно најстарији дио града Сипар.